# Tropidophis spiritus
Tropidophis spiritus är en kräldjursart som beskrevs av den amerikanske herpetologen Stephen Blair Hedges och den kubanska herpetologen Orlando H. Garrido 1999. Tropidophis spiritus är en orm som ingår i släktet Tropidophis, och familjen Tropidophiidae. Inga underarter finns listade i Catalogue of Life.

## Utbredning
T. semicinctus är en art som är förekommer endemiskt på de centrala delarna av Kuba.